# Rattus steini steini
Rattus steini steini is een ondersoort van de rat Rattus steini die voorkomt in de Weyland- en Nassau-gebergtes in het westen van Irian Jaya, van 1400 tot 1765 m hoogte. Het dier leeft voornamelijk bij meren en riviertjes in bergregenwoud.
De vacht is ietwat stekelig. De rug is donkerbruin of oranje tot goudkleurig. De buik is lichtgrijs. De oren zijn bedekt met korte haren, die dezelfde kleur hebben als de rug. De staart is bruin, de voeten geelbruin. Vrouwtjes hebben 1+2=6 mammae. De kop-romplengte bedraagt 139 tot 199 mm, de staartlengte 112 tot 166 mm en de achtervoetlengte 112 tot 166 mm. Jonge dieren hebben geen stekels, maar de vacht is ongeveer dezelfde kleur als die van volwassen dieren.